# Malte au Concours Eurovision de la chanson 2019
Malte est l'un des quarante et un pays participants du Concours Eurovision de la chanson 2019, qui se déroule à Tel-Aviv en Israël. Le pays est représenté par Michela Pace, sélectionnée via X Factor Malta, et sa chanson Chameleon, sélectionnée en interne par le diffuseur maltais TVM. Le pays termine à la 14e lors de la finale du Concours, recevant 107 points.

## Sélection
Le diffuseur maltais a confirmé sa participation le 20 juin 2018, annonçant par la même occasion que le représentant du pays ne serait plus sélectionné via l'émission Malta Eurovision Song Contest mais via la version locale de X Factor.

### X Factor Malta
La production de l'émission X Factor Malta organise des auditions du 13 au 15 juillet 2018 dans la ville de Fort Saint-Elme. Les candidats sélectionnés peuvent alors participer à l'émission télévisée proprement dite.
Dans un premier temps, ils auditionnent face aux quatre juges : Ira Losco, Howard Keith Debono, Ray Mercieca et Alexandra Alden. 120 artistes se qualifient pour la suite de l'émission. Divisés en quatre catégories — garçon, filles, groupes et plus de 25 ans —, chacune coachée par un juge — respectivement Ira Losco, Howard Keith Debono, Ray Mercieca et Alexandra Alden —, ils continuent d'auditionner, étant petit à petit filtrés jusqu'à être réduits à seulement 48 candidats, soit 12 par catégorie.
Par la suite, catégorie par catégorie, les candidats chantent lors du Six-Chair Challenge. Lors de cette étape, six chaises sont installées sur le côté de la scène et représentent les places pour la suite de l'émission. Le coach de chaque catégorie juge les différents candidats et décide s'il leur octroie une chaise. Si les six chaises sont occupées, le juge peut également décider d'éliminer un des candidats déjà assis afin de conserver un candidat qu'il juge meilleur. Au terme de cette étape, les candidats ne sont donc plus que 6 dans chaque catégorie, soit 24 au total.
Enfin, les candidats terminent par une étape nommée The Judges' House (en français « La maison des juges »). Au terme de celle-ci, trois artistes sont éliminés par catégorie et seuls trois sont qualifiés pour les émissions en direct. Il ne reste donc qu'un total de douze candidats, considérés comme finalistes.
Ces artistes sont :
- Vainqueur
- Deuxième
- Troisième

| Catégorie (coach)  | Candidats        | Candidats     | Candidats     |
| ------------------ | ---------------- | ------------- | ------------- |
| Garçons (Losco)    | Norbert Bondin   | Luke Chappell | Owen Leuellen |
| Filles (Debono)    | Kelsey Bellante  | Nicole Frendo | Michela Pace  |
| +25 ans (Mercieca) | Franklin Calleja | Petra         | Ben Purplle   |
| Groupes (Alden)    | 4th Line         | Kayati        | Xtreme        |

Au terme de la saison, Michela Pace est couronnée gagnante de X Factor Malta. Elle représentera donc Malte à l'Eurovision 2019 à Tel-Aviv.

### Chanson
La chanson est sélectionnée en interne par le diffuseur maltais TVM. Elle s'intitule Chameleon et est présentée le 10 mars 2019.

## À l'Eurovision 2019
Malte participe à la deuxième demi-finale, le 16 mai 2019. Elle y termine en 8e position avec 157 points et se qualifie ainsi pour la finale. Lors de cette dernière, le pays termine à la 14e place, recevant un total de 107 points.